# Coral Browne

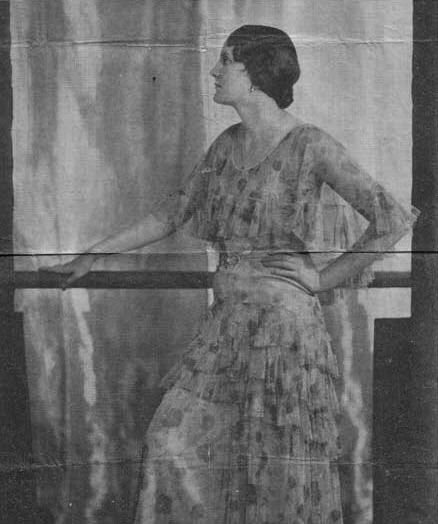
Coral Browne, 1931

Coral Browne (* 23. Juli 1913 in Melbourne, Victoria; † 29. Mai 1991 in Los Angeles, Kalifornien) war eine australisch-US-amerikanische Theater- und Filmschauspielerin.

## Leben und Werk
Bereits mit 18 Jahren hatte Coral Browne ihren ersten Auftritt auf einer australischen Theaterbühne, ging dann mit 23 Jahren nach London, um zunächst eine Laufbahn als Theaterschauspielerin sowohl in klassischen wie in modernen Rollen einzuschlagen. Sie spielte an zahlreichen Londoner Häusern (Savoy Theatre, Old Vic, Strand Theatre, Theatre Royal Haymarket, Piccadilly Theatre) sowie in Blackpool, Bristol, Brighton, Oxford und Birmingham. Unter anderem war sie in den großen englischen Dramen Shakespeares zu sehen wie Macbeth, König Lear und Othello.
Ihren ersten Leinwandauftritt hatte Browne 1935 in Charing Cross Road. Es folgten in den nächsten 54 Jahren insgesamt 29 weitere Kinofilme aller Genres sowie unzählige Fernsehauftritte. Denkwürdig waren insbesondere ihre Auftritte in den Robert-Aldrich-Filmen Das Doppelleben der Sister George als Mercy Croft, die bösartige Rivalin der Titelheldin, und noch schneidender in Große Lüge Lylah Clare als körperlich eingeschränkte Filmkritikerin Molly Luther.
Bei den Dreharbeiten zur Horror-Komödie Theater des Grauens (Theatre of Blood, GB 1973) lernte sie den US-amerikanischen Schauspieler Vincent Price kennen, der in diesen Jahren gerade in London lebte, und den sie am 24. Oktober 1974 heiratete. Ihr vorheriger Ehemann, Philip Pearman, war bereits zehn Jahre zuvor nach 14-jähriger Ehe an Krebs gestorben. Das Ehepaar Browne-Price galt fortan als eine „der“ großen Lieben in der Theaterwelt. Gemeinsam mit ihrem Mann stand Browne unter anderem in Charleys Tante und in Ardèle auf der Bühne und trat häufig im Fernsehen auf.
Zu Beginn der 1980er Jahre zogen Coral Browne und Vincent Price nach Los Angeles und bewohnten dort ein Haus am Swallow Drive. Browne war nun nur noch auf der Leinwand und dem Bildschirm, nicht mehr aber auf der Bühne zu sehen. Sie spielte unter anderem die greise Alice Liddell in dem Fantasy-Drama Das wahre Leben der Alice im Wunderland (Dreamchild, USA 1985), wofür sie 1986 mit dem Saturn Award als beste Hauptdarstellerin ausgezeichnet wurde.

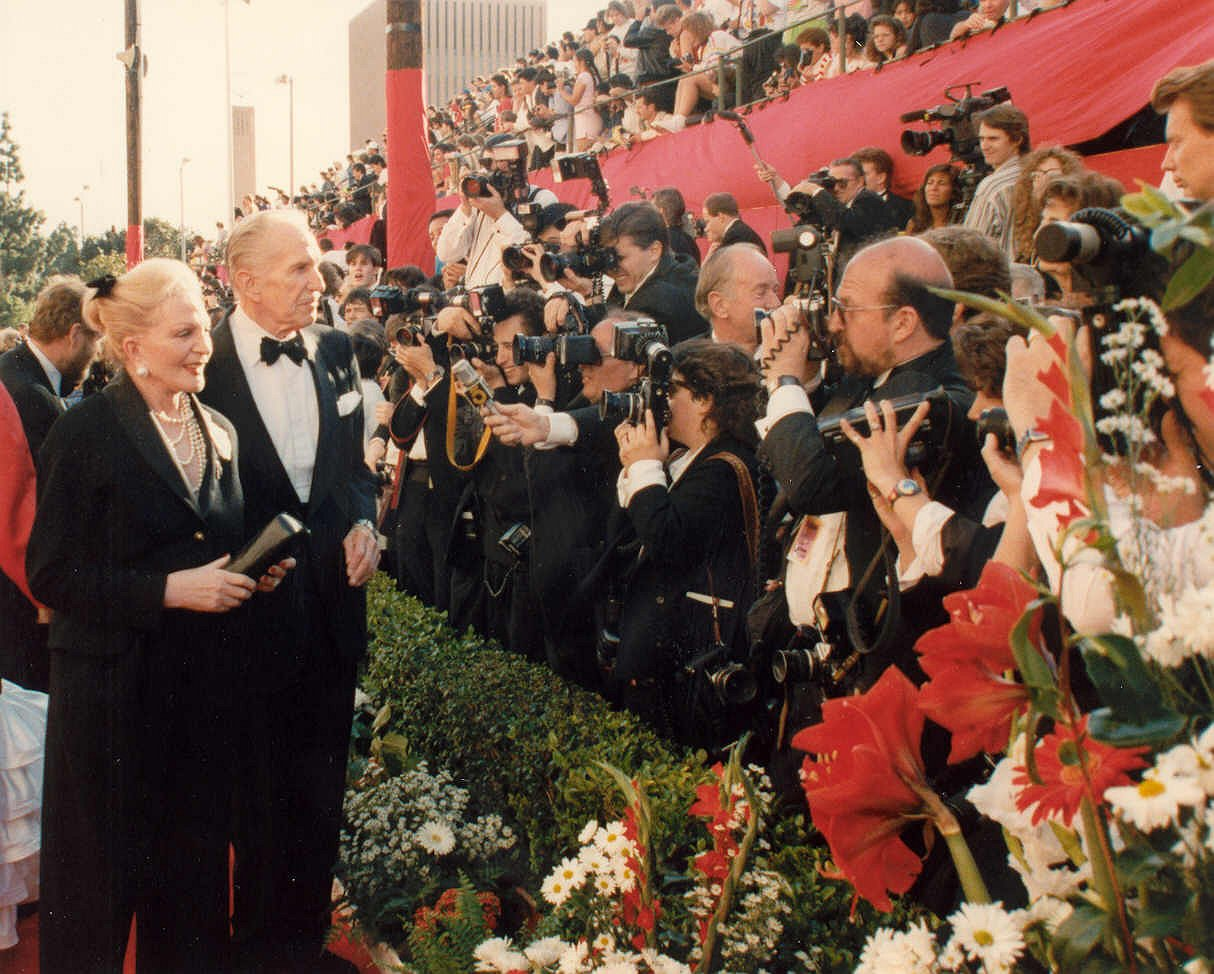
Coral Browne mit ihrem Mann Vincent Price bei der Oscarverleihung 1989

1987 erhielt Coral Browne die US-amerikanische Staatsbürgerschaft, die sie vor allem annahm, um Price eine Freude zu bereiten. Price „revanchierte“ sich, indem er ihren Glauben annahm und zur römisch-katholischen Kirche konvertierte.
Coral Brownes letzter Film war eine Leinwand-Dokumentation über ihre eigene Person: Coral Browne: Caviar for the General, noch einmal an der Seite ihres Mannes Vincent Price.
Während dieser Dreharbeiten war Browne bereits schwer an Krebs erkrankt. Vincent Price pflegte sie aufopfernd im Haus am Swallow Drive, konnte das Schicksal aber nicht aufhalten: Coral Browne starb nach langem Leiden am 29. Mai 1991. Ein Gedenkgottesdienst fand am 5. September 1991 in der Farmers Church in London statt; Vincent Price konnte zu dieser Feier nicht kommen – er litt inzwischen stark unter dem gleichen Krebs, an dem seine Frau kurz zuvor gestorben war. Seinen letzten Gruß an Coral Browne verlas John Schlesinger.

## Filmografie (Auswahl)
- 1947: Schicksal von gestern (Piccadilly Incident)
- 1954: Geld macht nicht glücklich (Beautiful Stranger)
- 1958: Die tolle Tante (Auntie Mame)
- 1961: Der römische Frühling der Mrs. Stone (The Roman Spring of Mrs. Stone)
- 1961: Diebe haben Vorfahrt (Go to Blazes)
- 1962: Dr. Crippen
- 1962: Picknick um Mitternacht (Tamahine)
- 1967: Die Nacht der Generale (The Night of the Generals)
- 1968: Große Lüge Lylah Clare (The Legend of Lylah Clare)
- 1969: Das Doppelleben der Sister George (The Killing of Sister George)
- 1972: The Ruling Class
- 1973: Theater des Grauens (Theater of Blood)
- 1975: Unter Wasser stirbt man nicht (The Drowning Pool)
- 1980: Xanadu (Stimme)
- 1983: Gentleman in Moskau (An Englishman abroad)
- 1984: American Dreamer
- 1985: Das wahre Leben der Alice im Wonderland (Dreamchild)
- 1989: Coral Browne: Caviar for the General